# رمز استجابة سريعة

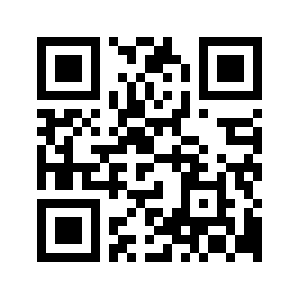
رموز الاستجابة السريع لرابط موقع ويكيبيديا العربية.

رمز الاستجابة السريعة أو رمز الرد السريع أو الرمز المربّع (بالإنجليزية: Quick Response code أو QR code) هو اسم العلامة التجارية لنظام مصفوفة الرموز الشريطية ثنائي الأبعاد (الرماز القضباني) وكان أول استخدام له في تصميم صناعة السيارات. وفي الآونة الأخيرة، انتشر هذا النظام خارج نطاق الصناعة بسبب سهولة القراءة بسرعة ونسبة التخزين العالية. يتكون الرمز من وحدات سوداء مرتبة على شكل مربع على خلفية بيضاء. يمكن أن تكون المعلومات المشفرة أي نوع من البيانات (على سبيل المثال، الأعداد الثنائية، الأرقام، أو رموز كانجي). ابتكرته شركة دنسو ويف التابعة لشركة تويوتا وذلك في عام 1994م لتعقب قطع غيار المركبات أثناء عملية التصنيع، رمز الاستجابة السريع أحد أكثر أنواع الرماز القضباني الثنائية الأبعاد. وقد صُمم لفك شفرته بسرعة عالية.
وقد كثر استخدام هذه التكنولوجيا في اليابان؛ وتعتبر المملكة المتحدة سابع أكبر مستهلك لرموز الاستجابة السريع.

## المعايير

تركيبة رمز الاستجابة السريع، وإبراز العناصر الفنية
1-معلومات الإصدار
2-معلومات التنسیق
3- مفاتیح البیانات و مصحح الأخطاء
4-الأنماط المطلوبة
4.1 المکان
4.2- المحاذاه
4.3-التوقیت

هناك عدة معايير في الوثائق التي تغطي الخصائص الفيزيائية لرمز الاستجابة السريع:
- أكتوبر 1997 - (AIM) جمعية تحديد الهوية والتنقل التلقائي الدولية.[7]
- يناير 1999 - (JIS X 0510) معايير الصناعة اليابانية.
- يونيو 2000 - (ISO/IEC 18004:2000)المنظمة الدولية للمعايير Information technology — Automatic identification and data capture techniques — Bar code symbology — QR code (أنسحبت في الوقت الحالي)
وقد حددت نموذج رمز الاستجابة السريع 1 و 2.
- 1 سبتمبر 2006 -(ISO/IEC 18004:2006)المنظمة الدولية للمعايير - Information technology — Automatic identification and data capture techniques — QR code 2005 bar code symbology specification 
 وقد عرفت رموز 2005 لرمز الاستجابة السريع، وهو امتداد للنموذج 2. ولم يحددوا كيفية قراءة النموذج 1.

وهناك بعض الاختلافات في التنفيذ لهذه التطبيقات. فقد أنشأت شركة (NTT DoCoMo) - إن تي تي دوكومو حكم الأمر الواقع للمعايير الفعلية لترميز عناوين URL، ومعلومات الاتصال، والعديد من أنواع البيانات. ومشروع المصدر المفتوح "ZXing" يحتفظ بقائمة من رمز الاستجابة السريعة لأنواع من البيانات.

## التصميم

### التخزين
كمية البيانات التي يمكن تخزينها في رمز الاستجابة السريع يعتمد على كمية الأحرف أو الرموز والإصدار ومستوى تصحيح الخطأ. إن القيمة القصوى للنسخة 40 مع مستوى قدرة تصحيح الخطأ (L):
- رقمي فقط أقصى حد 7,089 حرفا
- حرفي رقمي أقصى حد 4,296 حرفا
- عدد ثنائي (8 بت) أقصى حد 2,953 بايت
- كانجي/كانا أقصى حد 1,817 حرفا

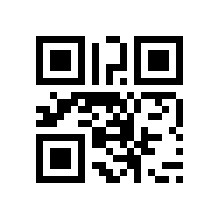
الإصدار 1، مقاس 21x21 ،الكمية 10-25 رمز حرفرقمي
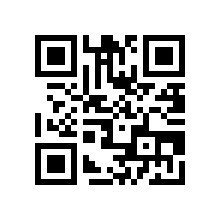
الإصدار 2، مقاس 25x25 ،الكمية 20-47 رمز حرفرقمي
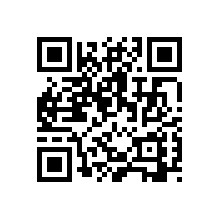
الإصدار 3، مقاس 29x29 ،الكمية 35-77 رمز حرفرقمي
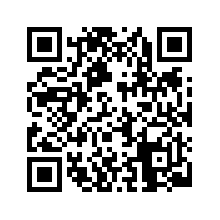
الإصدار 4، مقاس 33x33 ،الكمية 50-114 رمز حرفرقمي
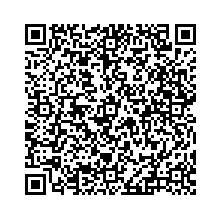
الإصدار 10، مقاس 57x57 ،الكمية 174-395 رمز حرفرقمي
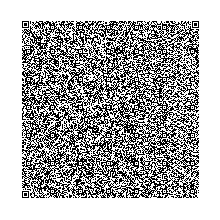
الإصدار 40، مقاس 177x177 ،الكمية 1,852-4,296 رمز حرفرقمي

إن طول الكلمات المشفرة هي 8 بت وباستخدام خوارزمية تصحيح الخطأ ريد سولومون مع أربعة مستويات تصحيح الخطأ. والمستوى الأعلى لتصحيح الخطأ يكون ذو قدرة أقل في التخزين.
وفي حين أن العدد الدقيق للأخطاء التي يمكن تصحيحها يعتمد على حجم الرمز وموقع الأخطاء، والجدول التالي يسرد القدرة على تصحيح الخطأ التقريبي على كل من المستويات الأربعة التالية:
- عند المستوى (L) يمكن استعادة 7% من الكلمات المشفرة.
- عند المستوى (M) يمكن استعادة 15% من الكلمات المشفرة.
- عند المستوى (Q) يمكن استعادة 25% من الكلمات المشفرة.
- عند المستوى (H) يمكن استعادة 30% من الكلمات المشفرة.

### التشفير
على الرغم من أن رمز الاستجابة السريع ليس شائعا، إلا أن هناك تطبيقات قليلة من تطبيقات نظام الأندرويد على سبيل المثال، تدير التشفير وفك التشفير لرمز الاستجابة السريع باستخدام الخوارزمية (AES 128) الآمنة.

### تصحيح الخطأ
من الممكن إنشاء رمز استجابة سريع فني على أعلى مستوى تصحيح للخطأ وستستمر بالمسح الصحيح ولكن تحتوي على أخطاء متعمدة لجعلها أكثر جاذبية للقراءة أو للعين البشرية،
وكذلك دمج الألوان، الشعارات وميزات أخرى إلى قالب رمز الاستجابة السريع.

## الترخيص

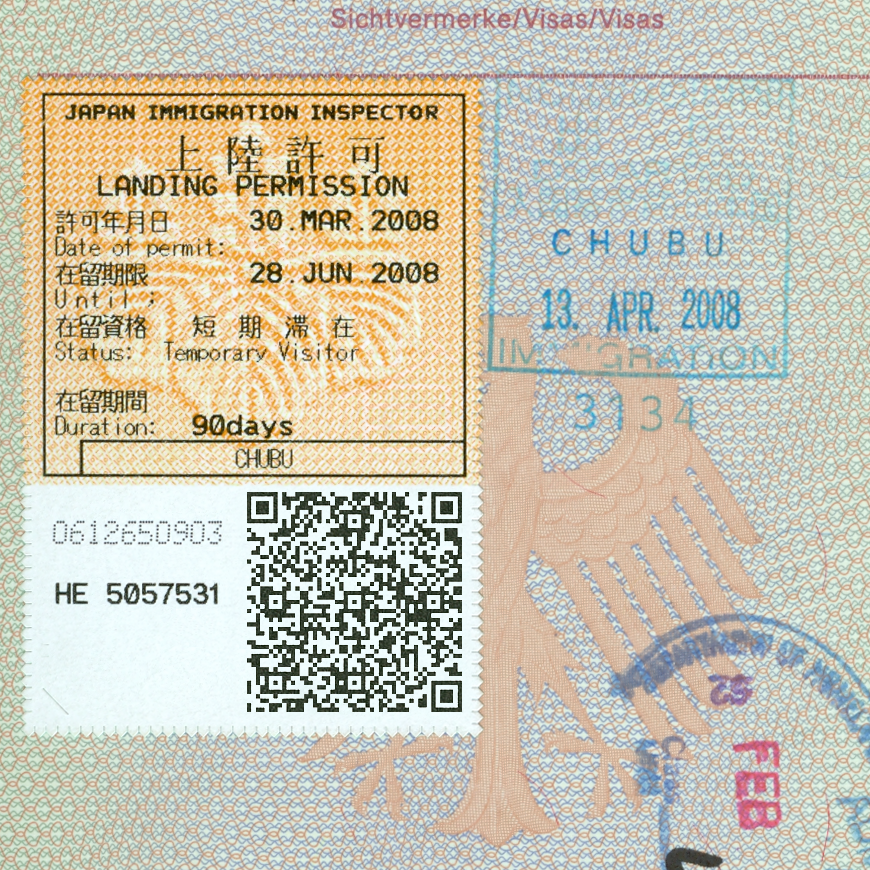
تأشيرة لليابان في جواز سفر في جمهورية ألمانيا الفيدرالية يظهر فيه استخدام رمز الاستجابة السريعة

استخدام رموز الاستجابة السريع خالية من أي ترخيص. وتم نشر وتعريف رمز الاستجابة السريع كمعيار ISO. تمتلك شركة دينسو حقوق براءة الاختراع لرمز الاستجابة السريع، ولكنها اختارت عدم المطالبة بالحقوق.
في الولايات المتحدة الأمريكية، ومنح براءات اختراع رمز الاستجابة السريع US 5726435. في اليابان JP 2938338. في ألمانيا DE 69518098.(منح المكتب الأوروبي لبراءات الاختراع البراءة EP0672994 لشركة دينسو، ولكن دينسو «أممت» منح براءات الاختراع في ألمانيا).
يعتبر مصطلح QR code رمز الاستجابة السريع علامة مسجلة لصالح شركة دينسو ويف المتحدة.

## اشكال أخرى

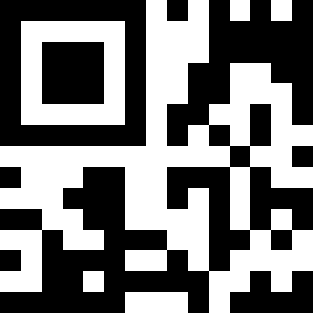
مثال على رمز الاستجابة السريع المصغر

- رمز الاستجابة السريع المصغر - Micro QR هو نسخة صغيرة من رمز الاستجابة السريع قياسي للتطبيقات مع قدرة أقل على التعامل مع المسح الواسع. هناك أشكال مختلفة من رموز لاستجابة السريعة المصغرة. يمكنها أن تحتفظ بأعلى من 35 حرفا رقمية.
- رمز الاستجابة السريع القياسي - Standard QR هو رمز الاستجابة السريع قياسي للتطبيقات التي تملك القدرة على التعامل مع المسح الواسع. ويمكن للرمز الاستجابة السريع القياسي أن يحتوي على ما يصل إلى 7089 حرفا، ولكن ليس جميع قارءات رمز الاستجابة السريع يمكن أن تتقبل البيانات الكثيرة.

## الاستعمالات

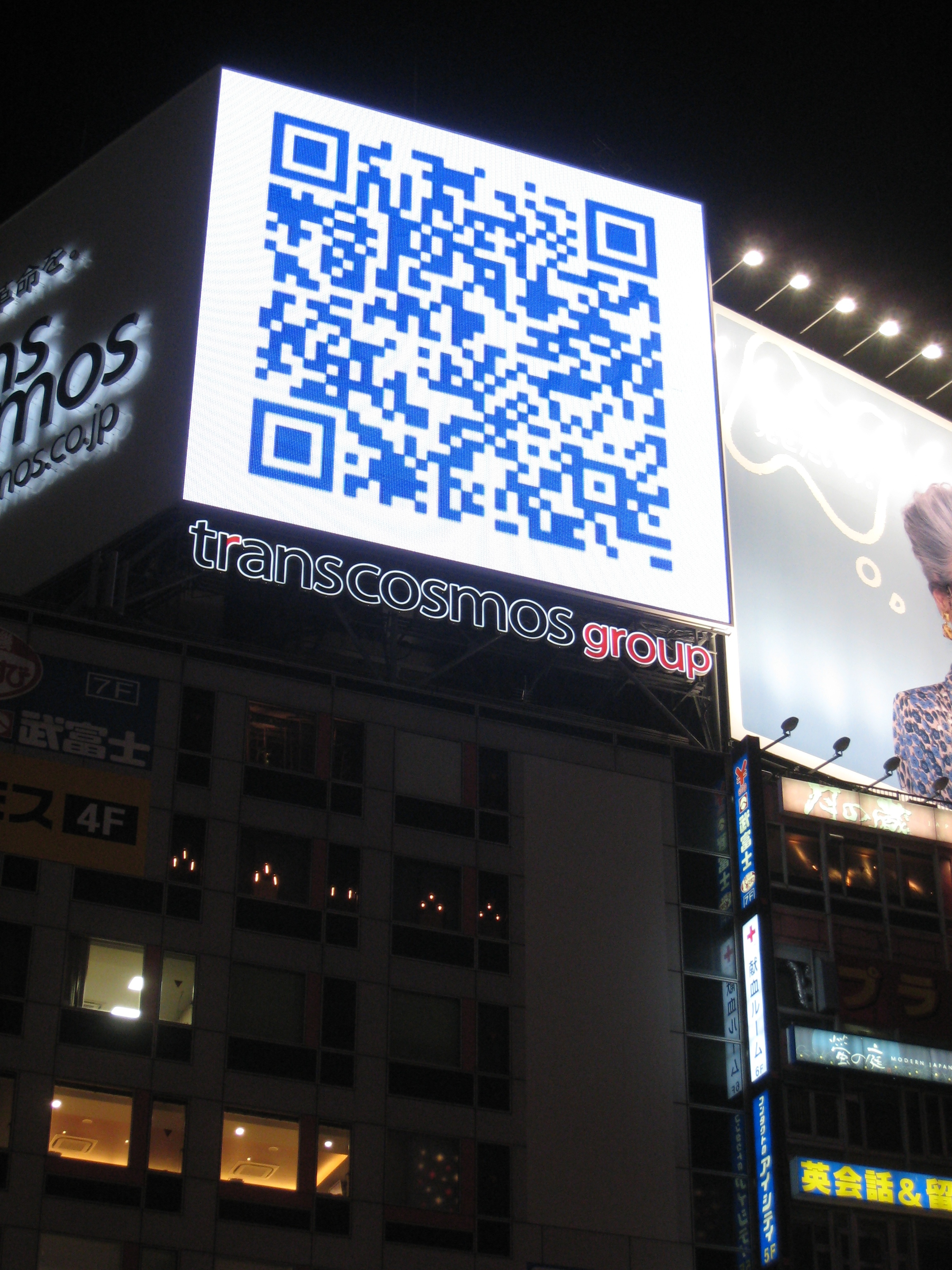
لوحة الإعلانات مع رمز الاستجابة السريع

كان استخدام هذا النظام في البداية لتعقب قطع الغيار في صناعة السيارات، أما الآن (في 2011) فإن استخداماته أصبحت في مجالات واسعة من التطبيقات، مثل التتبع التجارية، تذاكر النقل والترفيه، تسويق المنتجات وتعريف أسعار المنتجات. والكثير من هذه التطبيقات تستهدف مستخدمي الهاتف المحمول (عن طريق خاصية وسم المحمول). ويمكن للمستخدمين الحصول على النصوص، إضافة بطاقات تعريف الاتصال (vCard) إلى أجهزتهم، فتح معرف الموارد الموحد (URI)، أو إنشاء بريد إلكتروني أو رسالة نصية بعد التقاط مسح لرمز الاستجابة السريع. وبإمكان المستخدم توليد وطباعة رموز الاستجابة السريع للآخرين ويتم استخدامها ومسحها من خلال زيارة واحدة من العديد من مواقع أو تطبيقات توليد رموز الاستجابة السريعة المدفوعة أو المجانية. لدى جوجل واجهات تطبيقية (API) شهيرة لتوليد رموز الاستجابة السريعة، ويمكن العثور على هذه التطبيقات على أجهزة الهاتف الذكي.
قد تظهر رموز الاستجابة السريعة التي تخزن العناوين البريدية وعناوين الإنترنت (URL) في المجلات وعلى اللافتات، في الحافلات، على بطاقات العمل، أو على أي وسيط يحتاج المستخدم حصول المعلومات منه. والمستخدمين الذين يحملون هاتف بالكاميرا ومجهزة بتطبيق قارئ تصحيح يمكنهم مسح لصورة رمز الاستجابة السريعة لعرض النص، معلومات الاتصال، الاتصال بشبكة لاسلكية، أو فتح صفحة الويب في متصفح الهاتف المحمول.ويطلق على هذا العمل لربط العالم المادي بروابط الكائنات.
- في نظام تشغيل غوغل أندرويد للهولتف الذكية يمكن استخدام رموز الاستجابة السريع سواء عن طريق التطبيق (Google Goggles) نظارات غوغل أو باستخدام طرف ثالث كماسحات الرماز القضباني مثل ZXing أو Kaywa. يدعم المتصفح إعادة توجيه معرف الموارد الموحد (URI)، والتي تسمح لرموز الاستجابة السريع بإرسال البيانات الوصفية - ميتاداتا إلى التطبيقات الموجودة على الجهاز.
- نظام تشغيل سيمبيان لنوكيا يوجد تطبيق ماسح الرماز القضباني الذي يمكن قراءة رموز الاستجابة السريع.[18]
- نظام التشغيل مايمو يوجد تطبيق ماسح الرماز القضباني mbarcode كماسح ضوئي لقراءة رموز الاستجابة السريع.[19]
- نظام تشغيل أبل iOS لا يحتوي على قارئ، ولكن يوجد أكثر من خمسين تطبيق مدفوع ومجاني متوفرة بخاصية المسح الضوئي وربط URI.
- أجهزة بلاك بيري، يمكن لتطبيق App World المسح الضوئي لرموز الاستجابة السريع، وتحميل أي عنوان ويب معترف به على متصفح الجهاز.
- نظام التشغيل ويندوز فون 7.5 قادرة على المسح الضوئي لرموز الاستجابة السريع من خلال تطبيق البحث بينغ.

زاد استخدام رمز الاستجابة السريع في الولايات المتحدة.[بحاجة لمصدر] وفقا لدراسة واحدة خلال شهر يونيو 2011، 14 مليون شخص أستخدم رمز الاستجابة السريع أو الرماز القضباني. 58% منهم أستخدمو رمز الاستجابة السريع أو الرماز القضباني من منازلهم، بينما 39% أستخدموها من متاجر البيع بالتجزئة؛ وتتراوح أعمار 53% من هؤلاء بين 18 و 34.
في حين أن اعتماد بعض الأسواق على رمز الاستجابة السريع كان بطيئا عند البداية (وخاصة في أسواق مثل الولايات المتحدة، حيث المعايير المتنافسة مثل مصفوفة البيانات موجودة)، ألا أن التكنولوجيا اكتسبت الجاذبة في سوق الهواتف الذكية.

## المخاطر
رموز الاستجابة السريعة الضارة المشتركة مع القارئات غير المحصنة تضع محتويات للحاسوب وخصوصية المستخدم بخطر. والغامضة منها والمتعمدة تضغط محتوياتها وتستهدف البشر. يتم تصميمها بسهولة ويمكن إضافتها على رموز مشروعة. أذونات القارئ كثيرة على الهاتف الذكي قد تسمح باستخدام الكاميرا، الوصول الكامل إلى الإنترنت، قراءة / كتابة بيانات الاتصال، ونظام تحديد المواقع العالمي- GPS، وقراءة تاريخ المتصفح، قراءة / كتابة التخزين القرص الصلب، وتغييرات شاملة على النظام.
وتشمل المخاطر ربط المواقع الخطرة مع مستغلات المتصفح، وتمكين الميكروفون/الكاميرا/GPS ومن ثم تغذي تلك البيانات ملقم بعيد، وتحليل البيانات الحساسة (كلمات السر، والملفات، والاتصالات، والمعاملات)، وإرسال البريد الإلكتروني/الرسائل القصيرة (SMS)/رسائل (IM) أو رزم (DDOS) كجزء من البوتنت (Botnet) وتخريب الإعدادات الخاصة، وسرقة الهوية، وحتى التي تحتوي برامج ضارة منطقية نفسها مثل الجافا سكريبت أو فيروس. وتكون الأحداث في الخفاء عندما يرى المستخدم فقط القارئ يفتح صفحة الويب الغير مؤذية.

## وصلات خارجية
- الموقع الرسمي